# Dry Deck Shelter

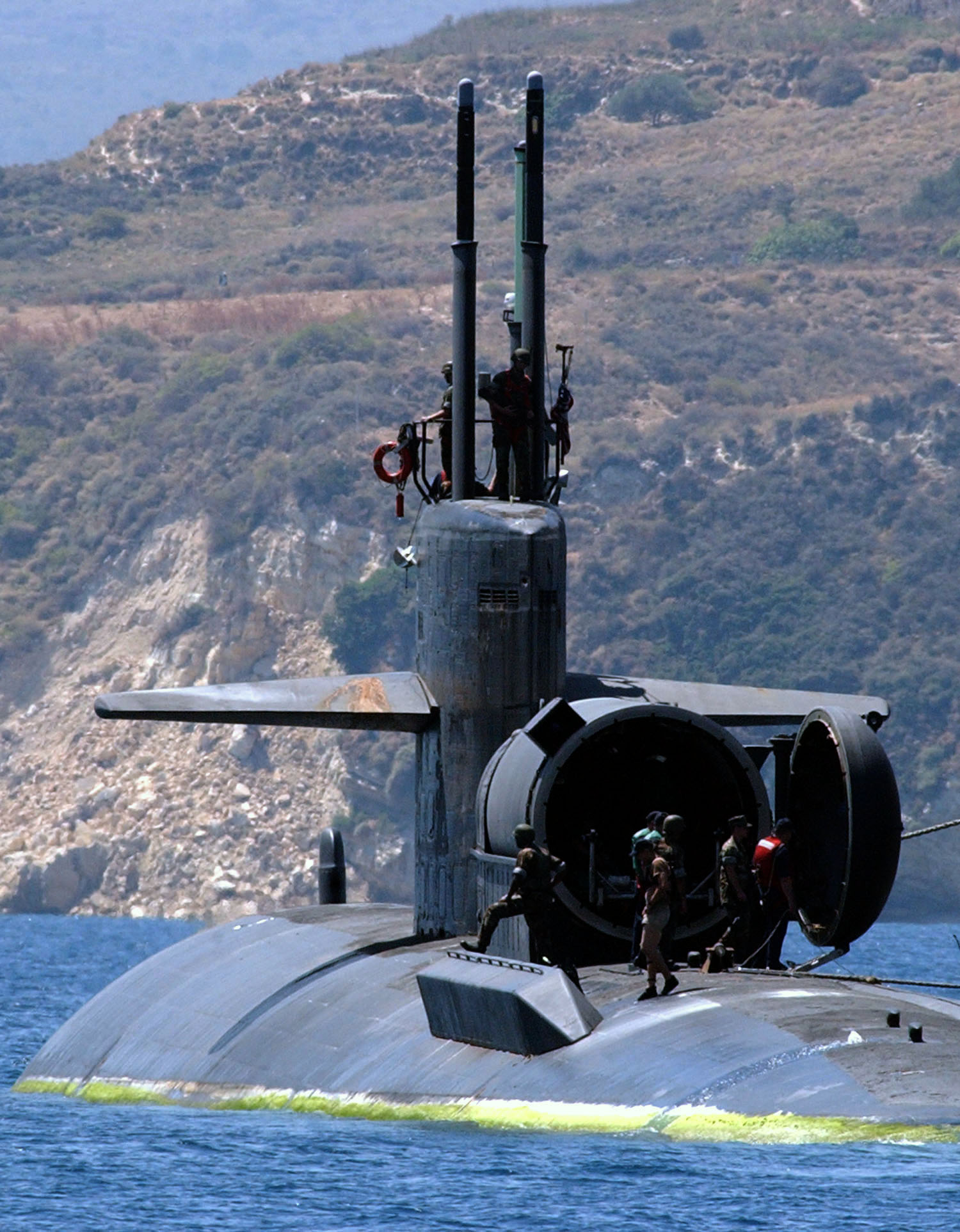
Багатоцільовий підводний човен USS Dallas з встановленим модулем Dry Deck Shelter

Dry Deck Shelter — док-камера, що може встановлюватися на підводні човни ВМС США. Являє собою знімний модуль-контейнер зі шлюзом-ангаром для виходу з підводного човна бойових плавців зі складу сил проведення спеціальних операцій (ССО) англ.  SEAL). В ангарі пристрою можуть транспортуватися засоби пересування плавців — один модуль SDV (англ.  Swimmer Delivery Vehicle) або до чотирьох надувних гумових човнів CRRC (англ.  Combat Rubber Raiding Craft).

## Історія розробки та виробництва
Під час Другої світової війни ВМС США вперше використовували підводні човни для доставки бойових плавців до берега противника для проведення таємних спеціальних операцій. Дизель-електричні підводні човни того часу мали обмежені можливості з входу/виходу бойових плавців внаслідок відсутності містких шлюзових камер. Ці можливості були розширені на підводному човні USS Грейбек (SS 574). На субмарині що експлуатувалася з 1969 по 1983 рік були встановлені дві шлюзові камери. 16 січня 1982 року 5 водолазів ВМС США загинули внаслідок декомпресійної хвороби внаслідок занадто швидкого скидання тиску в камері шлюзу. Подальше розслідування показало необхідність розробки спеціалізованих засобів, розробки процедур та підготовки кадрів для систем глибоководного занурення.
Концепція знімної док-камери з можливістю транспортування засобів пересування СЗГ зародилася в 1970-х роках. Перша док-камера була розроблена і вироблена підрозділом Electric Boat Division корпорації General Dynamics за замовленням ВМС США (одночасно з роботою по створенню SDV) в рамках програми розробки і виготовлення підводних засобів доставки підрозділів спеціального призначення флоту. У 1982 році було завершено виробництво модуля DDS-01S. 01 — порядковий номер, S — індекс вказує в яку сторону відкриваються ворота ангара; S — на правий борт човна (від англ. Starboard side)) індекс P говорить про те, що ворота відкриваються на лівий борт (англ. Port side). Всього флот отримав шість таких модулів. На верфі Newport News Shipbuilding з 1987 по 1991 роки були зроблені ще п'ять модулів з індексами DDS-02P, −03P, −04S, −05S, і −06P. Можливість відкриття воріт в різні сторони обумовлена необхідністю забезпечити роботу двох поруч встановлених модулів.

## Конструкція
Модуль DDS має максимальний діаметр близько 2,74 метра (9 футів), довжину близько 11,6 метра (38 футів) і водотоннажність близько 30 тонн. Модуль складається з трьох герметичних відсіків виготовлених із сталі HY-80. Передній відсік сферичної форми є декомпресійної камерою. Середній відсік також має сферичну форму і призначений для з'єднання між собою відсіків DDS і шлюза-перехідника на корпусі підводного човна. Третій відсік є ангаром і являє собою циліндр з еліптичними днищами. У передньому днищі знаходиться шлюз-перехідник для зв'язку з центральним відсіком, а кормове днище одночасно є дверима, що відкриваються в сторону. Для поліпшення обтічності модуль закритий знімним склопластиковим обтічником. Всередині модуля, також як і на підводному човні, підтримується атмосферний тиск. Модуль розрахований на функціонування до глибини близько 40 метрів (130 футів).
Ангар розрахований для транспортування одного транспортного засобу SDV або здатний вмістити до 20 бойових плавців і чотирьох надувних гумових човнів CRRC.
Модулі DDS можуть перевозитися на кораблях, вантажівках або літаками C-5 Galaxy. Кожен модуль для транспортування забезпечений спеціально розробленою платформою (англ.  truck). Операції з розвантаження модуля, установці на підводний човен, необхідні процедури тестування займають від одного до трьох днів. Сама операція по установці DDS на субмарину займає близько 12 годин.
Два модулі можуть бути встановлені на борту колишніх стратегічних ракетоносців, багатоцільові підводні човни можуть оснащуватися тільки одним модулем. Для установки модуля потрібно переобладнання підводного човна, яке полягає у встановленні люка-шлюзу в корпусі субмарини, обладнання для постачання модуля електричною енергією, клапани та труби для подачі повітря і відкачування води. На верхній палубі підводного човна наварюються спеціальні фундаменти на які встановлюється контейнер. При встановленому модулі субмарина зберігає практично всі свої характеристики (незначно падає максимальна швидкість повного підводного ходу) і зберігає можливість застосування зброї і радіоелектронного озброєння. Спочатку обладнання для установки одного модуля отримали USS Jimmy Carter (SSN-23) типу «Сівулф» і всі підводні човни типу «Вірджинія».
Обладнання, встановлене на човнах типу «Лос-Анджелес», крім модулів DDS дозволяє їм нести глибоководні рятувальні апарати DSRV (англ. Deep Submergence Rescue Vehicle). На деяких субмаринах шлюзові пристрої забезпечують установку як модулів DDS, так і міні-субмарин ASDS (англ. Advanced SEAL Delivery System). Такими можливостями володіють переобладнані човни типу «Огайо», USS Jimmy Carter і АПЧ типу «Вірджинія».

## Експлуатація
Типовим є застосування DDS для двох типів місій спецпідрозділів. Це місії з доставки підводного засобу пересування плавців SDV до місця його запуску (англ.  SDV missions) і місії з масової доставки плавців до місця висадки (англ. Mass Swimmer Lock-Out - MSLO). У першому випадку модуль використовується для транспортування в ангарі підводного транспортного засобу SDV (типів Mark 8 mod 0, Mark 8 mod 1 і Mark 9). SDV є засобом доставки плавців так званого «мокрого» типу. Мінісубмарина SDV не є герметичною і плавці знаходяться в ній у водолазному спорядженні і використовують власні дихальні апарати. Місткість SDV — 8 осіб, з яких один є оператором. Після виходу човна в район виконання спецоперації відбувається затоплення ангара і зрівнювання тиску з забортним. Водолази команди забезпечення відкривають зовнішні двері-ворота і встановлюють спеціальні рейкові напрямні. По напрямних висувається платформа з встановленим на ній SDV і відбувається запуск мінісубмарини. Водолази, які забезпечували вихід SDV, можуть повернутися на підводний човен або залишатися зовні в очікуванні повернення SDV. При поверненні SDV його оператор з допомогою активного сонара встановленого на борту транспортного засобу робить виявлення підводного човна. З допомогою команди водолазів забезпечення SDV закріплюється на своїй платформі і з лебідками по напрямних затаскивается в ангар, після чого двері ангара закриваються. Кількість водолазів забезпечення не уточнюється, проте виходячи з даних деяких джерел мінімальна команда по виконанню місії SEAL включає в себе 14 матросів і старшин, і двох офіцерів.
Місії з масової висадки бойових плавців можуть здійснюватися як у підводному, так і у надводному положенні підводного човна. Як правило використовується висадка з використанням надувних гумових човнів CRRC (англ. Combat Rubber Raiding Craft) з підвісними моторами, на кожному з яких можуть бути розміщені 8 осіб. Незважаючи на меншу скритність такої доставки, таким способом може бути доставлено більшу кількість командос з більшою швидкістю (20 вузлів замість 6-9 у разі SDV). При цьому човни зберігаються в складеному положенні всередині модуля DDS, а їх кількість може доходити до чотирьох одиниць. При використанні гумових човнів висадка може проводитися в надводному і підводному положеннях човна. У другому випадку бойові плавці надувають човна після спливання на поверхню.
Модулі DSS експлуатуються та обслуговуються членами батискафних команд SDV Team One що базується в Перл-Харбор на Гаваях і SDV Team Two у Літл-Крик, штат Вірджинія. Вони відповідно підпорядковані групам проведення спец операцій № 1 (тихоокеанської) (англ.  Navy Special Warfare Groups One) розміщеної у Коронадо, Каліфорнія і № 2(атлантичної) у Літл-Крик, Вірджинія із загальним підпорядкуванням Морському командуванню сил спеціальних операцій (англ.  Naval Special Warfare Command) в Коронадо (Каліфорнія. Загальне управління здійснюється Командуванням сил спеціальних операцій США (англ.  U. S. Special Operations Command) в Тампа, Флорида. Спеціальна угода англ.  Memoranda of Agreement (MOAs) покликане забезпечити взаємодію між командами сил спеціальних операцій, екіпажами підводних човнів і їх командуванням.
Тренування сил спеціальних операцій здійснюється в спеціальних тренувальних центрах в місцях дислокації батискафних груп № 1 та № 2. Обладнання тренувального центру дозволяє проводити всі операції по роботі з модулями DDS, включаючи роботи під водою з тиском відповідним робочій глибині.

Розрахунковий термін експлуатації модуля DDS 40 років. Профілактичні ремонти звичайно проводяться членами обслуговуючих батискафних команд, іноді за допомогою членів екіпажів підводних човнів, кожні 18-26 місяців. Капітальний ремонт здійснюється раз на десять років на верфі. При капітальному ремонті проводитися демонтаж, перевірка та монтаж заново всіх компонентів.

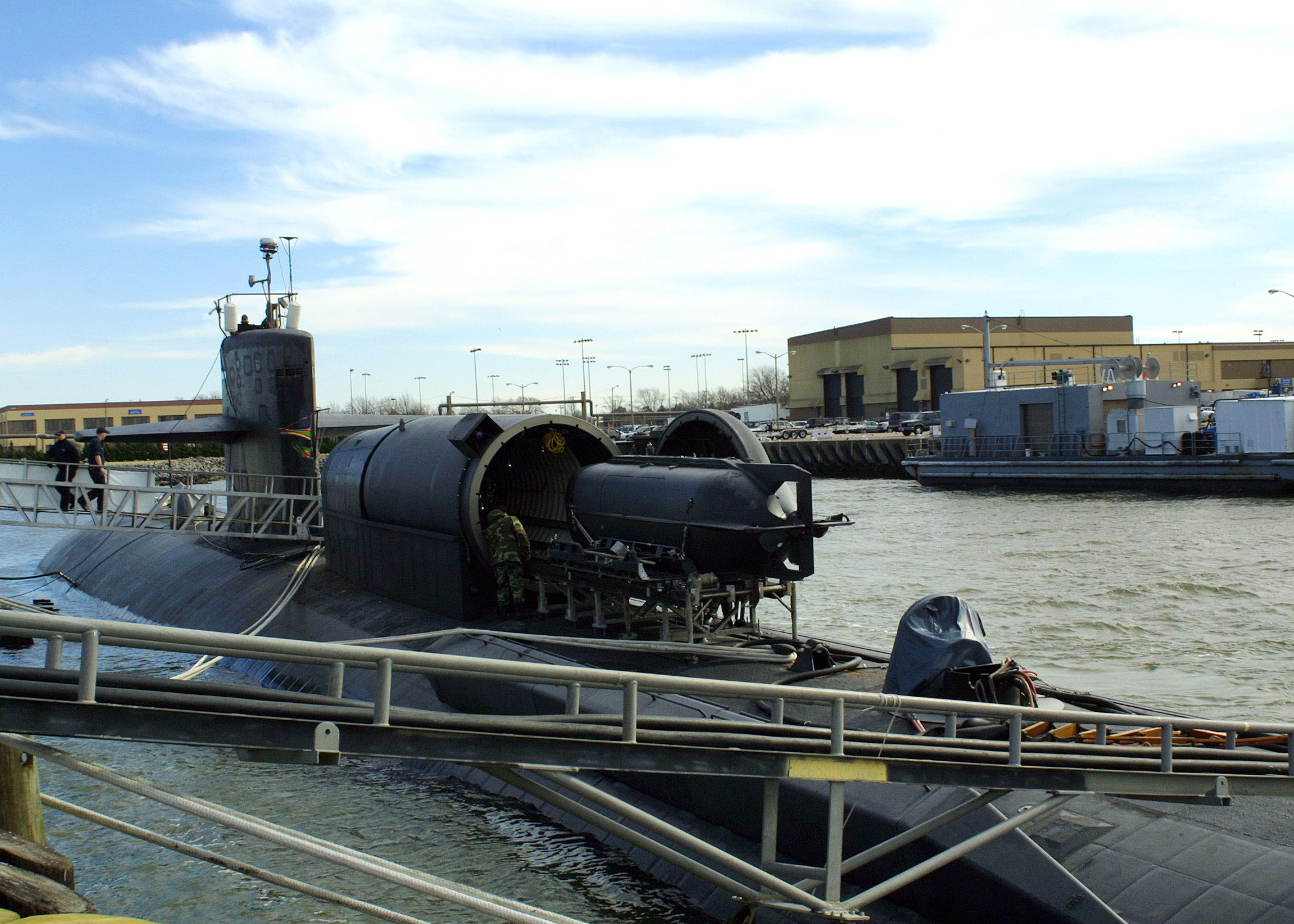
Завантаження апарату SDV в ангар модуля DDS.
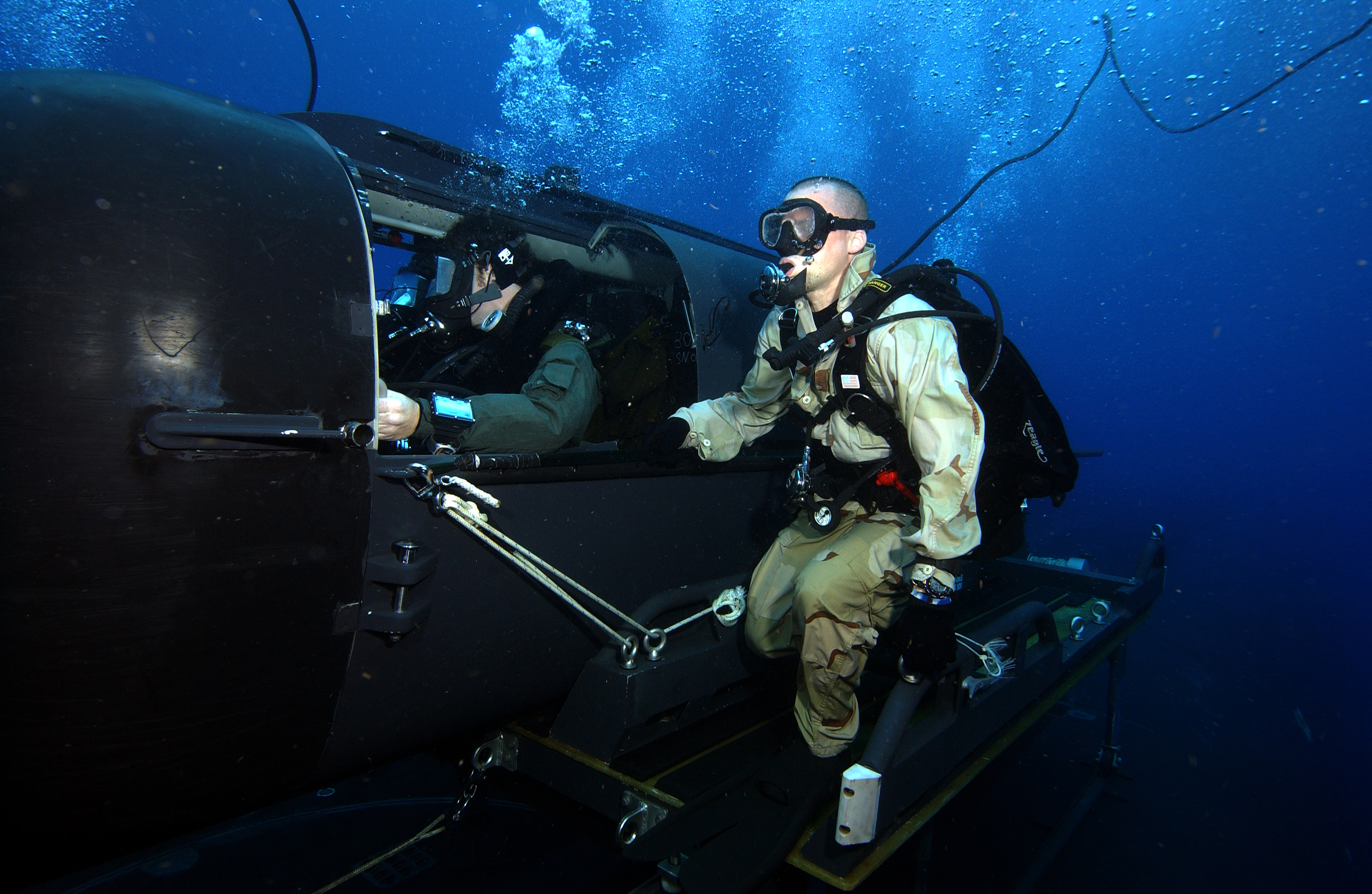
Бойовий плавець і оператор SDV з батискафної групи 2 під час навчань за участю USS Florida (SSGN 728)
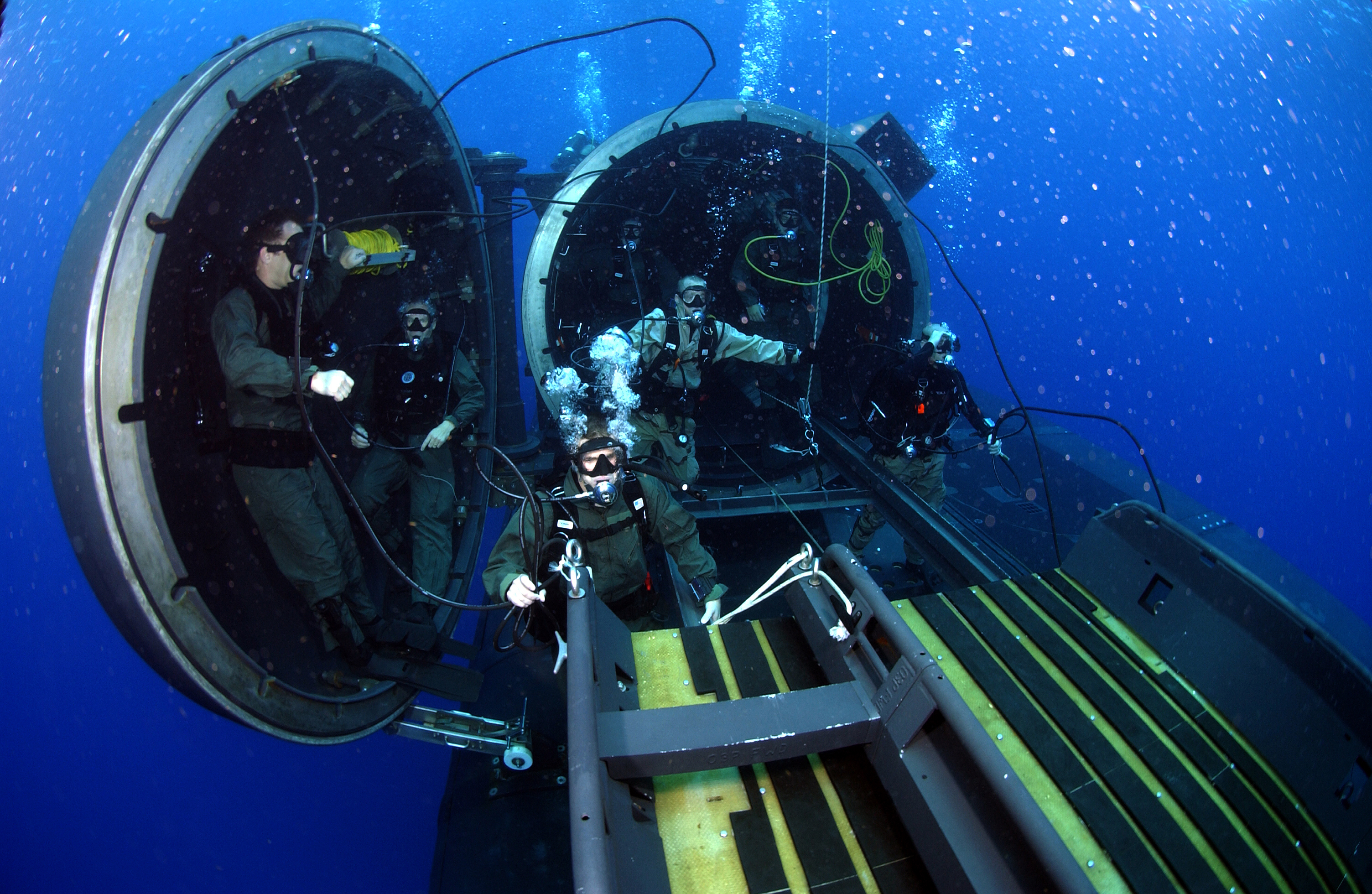
Водолази групи забезпечення готові до прийому апарату SDV.
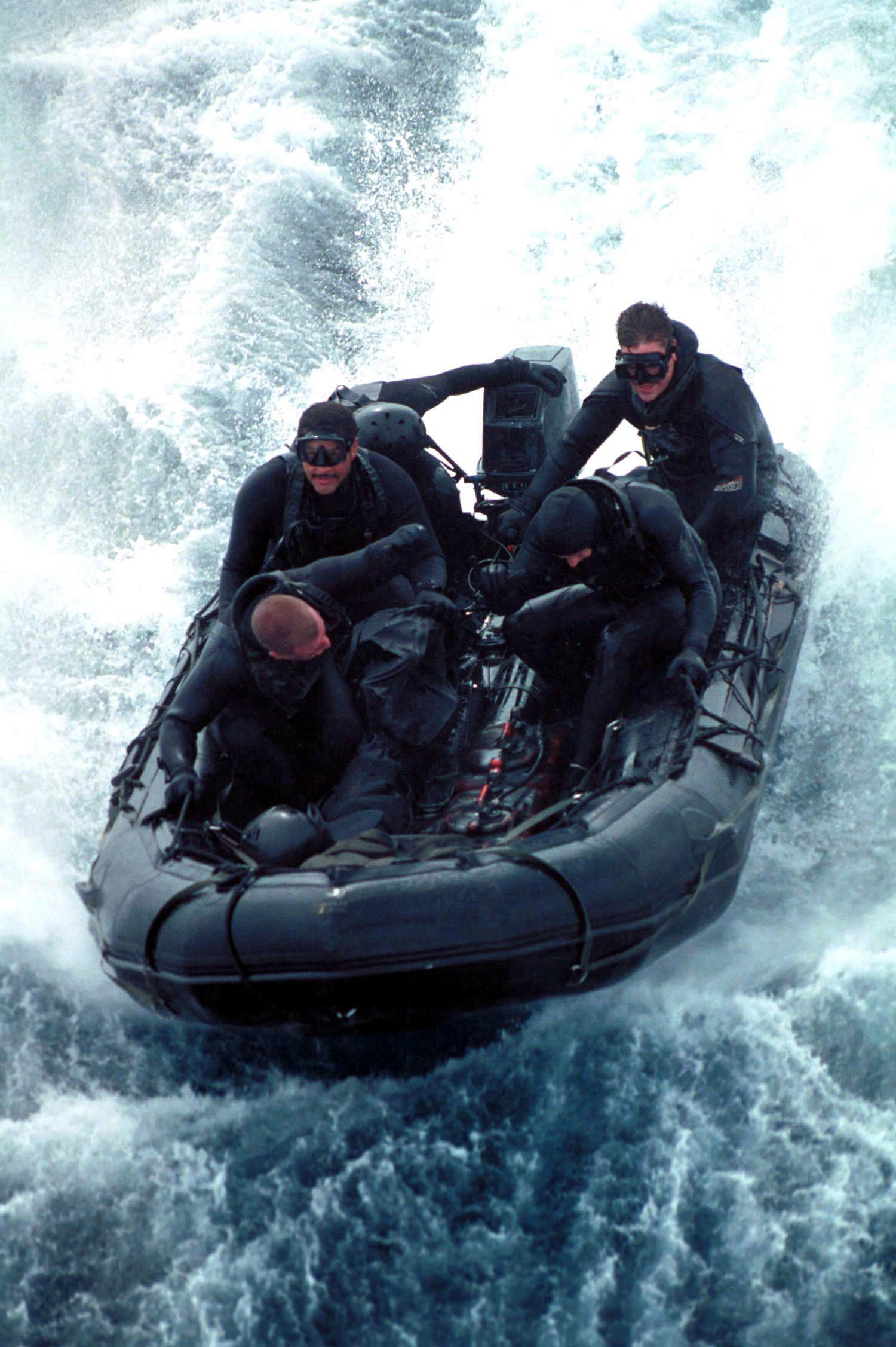
Члени SEAL Team 5 на човні CRRC під час проведення операції.

## Носії
Під носії модулів DDS переробляли торпедні АПЧ (максимально — один модуль) і колишні ракетні підводні човни (до двох модулів на кожному). На сьогоднішній вже виведені з експлуатації переобладнані 6 АПЛ типу «Стеджен», 2 типу «Етен Аллен» і 2 ПЛАРБ типу «Бенджамін Франклін».
Станом на кінець червня 2010 року в експлуатації знаходяться п'ять переобладнаних АПЧ типу «Лос-Анджелес» і чотири типу «Огайо». З місцем під установку одного модуля побудовані одна з АПЛ типу «Сівулф» і шість АПЧ типу «Вірджинія» (ще шість знаходяться в будівництві).
| Субмарина                      | Тип ПЧ               | Кількість DDS | Примітки                                 |
| ------------------------------ | -------------------- | ------------- | ---------------------------------------- |
| USS Sam Houston (SSN-609)      | «Етен Аллен»         | 2             | Виведена з експлуатації 6 вересня 1991   |
| USS John Marshall (SSN-611)    | «Етен Аллен»         | 2             | Виведена з експлуатації 22 липня 1992    |
| USS Kamehameha (SSN-642)       | «Бенджамін Франклін» | 2             | Виведена з експлуатації 2 квітня 2002    |
| USS James K. Polk (SSN-645)    | «Бенджамін Франклін» | 2             | Виведена з експлуатації 8 липня 1999     |
| USS Archerfish (SSN-678)       | «Стерджен»           | 1             | Виведена з експлуатації 31 березня 1998  |
| USS Silversides (SSN-679)      | «Стерджен»           | 1             | Виведена з експлуатації 21 липня 1994    |
| USS William H. Bates (SSN-680) | «Стерджен»           | 1             | Виведена з експлуатації 2 листопада 2000 |
| USS Tunny (SSN-682)            | «Стерджен»           | 1             | Виведена з експлуатації 13 березня 1998  |
| USS Cavalla (SSN-684)          | «Стерджен»           | 1             | Виведена з експлуатації 30 березня 1998  |
| USS L. Mendel Rivers (SSN-686) | «Стерджен»           | 1             | Виведена з експлуатації 10 травня 2001   |
| USS Los Angeles (SSN-688)      | «Лос-Анджелес»       | 1             |                                          |
| USS Philadelphia (SSN-690)     | «Лос-Анджелес»       | 1             |                                          |
| USS Dallas (SSN-700)           | «Лос-Анджелес»       | 1             |                                          |
| USS La Jolla (SSN-701)         | «Лос-Анджелес»       | 1             |                                          |
| USS Buffalo (SSN-715)          | «Лос-Анджелес»       | 1             |                                          |
| USS Ohio (SSGN-726)            | «Огайо»              | 2             |                                          |
| USS Michigan (SSGN-727)        | «Огайо»              | 2             |                                          |
| USS Florida (SSGN-728)         | «Огайо»              | 2             |                                          |
| USS Georgia (SSGN-729)         | «Огайо»              | 2             |                                          |
| USS Jimmy Carter (SSN-23)      | «Сівулф 2»           | 1             |                                          |
| USS Virginia (SSN-774)         | «Вірджинія»          | 1             |                                          |
| USS Texas (SSN 775)            | «Вірджинія»          | 1             |                                          |
| USS Havaii (SSN 776)           | «Вірджинія»          | 1             |                                          |
| USS North Carolina (SSN 777)   | «Вірджинія»          | 1             |                                          |
| USS New Hampshire (SSN 778)    | «Вірджинія»          | 1             |                                          |
| USS New Mexico (SSN 779)       | «Вірджинія»          | 1             |                                          |
| USS Missouri (SSN 780)         | «Вірджинія»          | 1             | Будується                                |
| USS California (SSN 781)       | «Вірджинія»          | 1             | Будується                                |
| USS Missippi (SSN 782)         | «Вірджинія»          | 1             | Будується                                |
| USS Minnesota (SSN 783)        | «Вірджинія»          | 1             | Будується                                |
| USS North Dakota (SSN 784)     | «Вірджинія»          | 1             | Будується                                |
| USS John Warner (SSN 785)      | «Вірджинія»          | 1             | Будується                                |

## Використана література та джерела
1. ↑  Steve Southard (январь-февраль 1999). Dry Deck Shelters—Deploying Special Operations Forces from Submarines. Архів оригіналу за 2 травня 2012. Процитовано 11 липня 2010.
2. ↑  Unique 3-in-1 Research & Development Directory [Архівовано 26 вересня 2018 у Wayback Machine.]. — 25th consecutive annual edition. — Washington, D.C.: Government Data Publications, 1986. — Vol. 25 — P. 141 — ISSN 0080-1461.
3. ↑  Dry Deck Shelter. www.globalsecurity.org. Архів оригіналу за 23 грудня 2018. Процитовано 11 липня 2010.
4. ↑  Norman Polmar (2005). Naval Institute Guide to the Ships and Aircrafts of the U.S. Navy (англ.) (вид. 18th Editon). Annapolis, Maryland: Naval Institute Press. с. 100. ISBN 1591146852. Архів оригіналу за 22 грудня 2019. Процитовано 21 січня 2019.
5. ↑  Новые возможности сил специальных операций  ВМС США[недоступне посилання з лютого 2019] // Журнал «Арсенал». — 2008. — Вып. 3. [недоступне посилання з Август 2018]
6. ↑  Polmar. 18th Editon. — 2005. — С. 95.
7. ↑  Guided Missile Submarines - SSGN. www.navy.mil. Архів оригіналу за 2 травня 2012. Процитовано 17 липня 2010.
8. ↑  RADM John P. Davis, USN. USS Jimmy Carter (SSN-23).  Expanding future SSN missions. www.navy.mil. Архів оригіналу за 2 травня 2012. Процитовано 17 липня 2010.
9. ↑  Polmar. 18th Editon. — 2005. — С. 69.
10. ↑  HASC Subcommitte on Projection Forces (PDF). www.navy.mil. 15 марта 2005. с. 8. Архів оригіналу (PDF) за 2 травня 2012. Процитовано 17 липня 2010.
11. ↑  Павел Сергеев (01.08.2008). Подводный соперник. www.lenta.ru. Архів оригіналу за 2 травня 2012. Процитовано 17 липня 2010.
12. ↑  Polmar. 18th Editon. — 2005. — С. 99.
13. ↑  Dry Deck Shelter. Архів оригіналу за 2 травня 2012. Процитовано 17 липня 2010. [Архівовано 2012-01-13 у Wayback Machine.]
14. ↑  Polmar. 18th Editon. — 2005. — С. 223.
15. ↑  Dry Deck Shelter. www.tech.military.com. Архів оригіналу за 2 травня 2012. Процитовано 18 липня 2010. [Архівовано 2013-01-09 у Wayback Machine.]
16. ↑  SAM HOUSTON (SSN 609)(ex-SSBN 609). U.S. Naval Vessel Register. Архів оригіналу за 2 травня 2012. Процитовано 13 липня 2010.
17. ↑  JOHN MARSHALL (SSN 611) (ex-SSBN 611). U.S. Naval Vessel Register. Архів оригіналу за 2 травня 2012. Процитовано 13 липня 2010.
18. ↑  KAMEHAMEHA (SSN 642) (ex-SSBN 642). U.S. Naval Vessel Register. Архів оригіналу за 2 травня 2012. Процитовано 13 липня 2010.
19. ↑  JAMES K. POLK (SSN 645) (ex-SSBN 645). U.S. Naval Vessel Register. Архів оригіналу за 2 травня 2012. Процитовано 13 липня 2010.
20. ↑  ARCHERFISH (SSN 678). U.S. Naval Vessel Register. Архів оригіналу за 2 травня 2012. Процитовано 13 липня 2010.
21. ↑  SILVERSIDES (SSN 679). U.S. Naval Vessel Register. Архів оригіналу за 2 травня 2012. Процитовано 13 липня 2010.
22. ↑  WILLIAM H. BATES (SSN 680) (ex-REDFISH). U.S. Naval Vessel Register. Архів оригіналу за 2 травня 2012. Процитовано 13 липня 2010.
23. ↑  TUNNY (SSN 682). U.S. Naval Vessel Register. Архів оригіналу за 2 травня 2012. Процитовано 13 липня 2010.
24. ↑  CAVALLA (SSN 684). U.S. Naval Vessel Register. Архів оригіналу за 2 травня 2012. Процитовано 13 липня 2010.
25. ↑  L. MENDEL RIVERS (SSN 686). U.S. Naval Vessel Register. Архів оригіналу за 2 травня 2012. Процитовано 13 липня 2010.